# Texas in July
Texas in July est un groupe de metalcore américain, originaire d'Ephrata, en Pennsylvanie. Formé en 2007, le groupe publie son premier EP, Salt of the Earth, qui suit d'un premier album, I Am, au label CI Records. Après avoir signé chez Equal Vision Records, ils publient trois autres albums : One Reality en 2011, un second en 2012, puis Bloodwork en 2014. Le groupe se sépare à la fin fr l'année suivante.

## Biographie

### Débuts (2007–2010)
Texas in July est formé en 2007 à Ephrata, en Pennsylvanie, pendant leurs années lycée. Le groupe enregistre et publie une démo six titres qu'il vend lors de concerts locaux, en particulier au Chameleon Club. Puis le groupe attire l'intérêt du label CI Records, avec qui il signe en 2008.
Texas in July publie un EP, et un album studio chez CI. Leur premier EP, Salt of the Earth, est publié le 7 octobre 2008, et produit par Carson Slovak du groupe américain Century. Leur premier album, I Am, est publié par mail en juillet 2009, puis à l'international en septembre 2009. Avec ces sorties, le groupe peut jouer aux côtés d'autres groupes de heavy metal comme August Burns Red, The Devil Wears Prada, Every Time I Die et Maylene and the Sons of Disaster. Les membres terminent leurs études et participent à plusieurs festivals, comme le Purple Door Festival.
Le 15 juin 2010, Texas in July publie le single Uncivilized qui comprend deux chansons ; Uncivilized et Fight Fair. Uncivilized est enregistrée au printemps 2010, et Fight Fair est une chanson inédite enregistrée pendant les sessions pour I Am. En 2010, Uncivilized, Elements et Hook, Line and Sinner deviennent des chansons téléchargeables pour le jeu vidéo Rock Band. Le 8 juillet 2010, le groupe annonce son arrivée au label Equal Vision Records.

### Départ de Maurer (2010–2011)
Le 24 août 2010, le guitariste Logan Maurer joue son dernier concert avec Texas in July. La performance s'effectue au Chameleon Club de Lancaster, en Pennsylvanie, ville natale du groupe. Entre le 3 septembre et le 16 octobre 2010, le groupe est annoncé à la tournée du groupe This or the Apocalypse, et prépare une tournée spéciale Noël appelée A Metal Christmas. Texas in July embarque pour le Motel 6 "Rock Yourself to Sleep" Tour (janvier et février 2011) avec en tête d'affiche We Came as Romans, aux côtés de Woe, Is Me, For Today, et The Word Alive, qui comprend aussi une date au festival Outerloop Presents Amped and Alive - Ice Jam, le 30 janvier 2011 au Sonar, à Baltimore, dans le Maryland avec Silverstein et We Came as Romans.

### One Realityet album (2011–2013)
L'album One Reality` est publié le 26 avril 2011 au label Equal Vision Records, et produit par Chris « Zeuss » Harris. Entre le 22 avril et le 28 mai 2011, Texas in July ouvre pour la tournée Take Action Tour. Texas in July joue en soutien à We Came as Romans à la tournée nord-américaine Merchnow.com + Arkaik Clothing "I'm Alive" Tour entre septembre et octobre 2011.
Leur album Texas in July, est publié le 9 octobre 2012, et comprend le single Bed of Nails, lui-même publié le 11 septembre 2012. David Stephens de We Came as Romans participe au chant sur la chanson C4. Texas in July joue avec Falling In Reverse au Snickers presents Six Flags FestEvil FrightFest New Jersey le 29 septembre 2012 aux côtés de Norma Jean, We Came as Romans, Born of Osiris, I, the Breather, My Ticket Home, Palisades, Visions, Horizons, I am King, First of the Fallen, et Dream for Tomorrow. Le groupe joue aussi à la Launch Music Conference au Chameleon Club de Lancaster, le 25 avril 2013. Ils font également une apparition au Vans Warped Tour, la même année. Le 23 juillet 2013, CI Records publie une compilation sur iTunes intitulée Reflections.

### Bloodworket séparation (2014–2015)
Le 13 février 2014, le groupe poste une vidéo sur YouTube intitulée New Beginnings. Le 16 juin 2014, le groupe sort une nouvelle chanson, Broken Soul ; la première avec Cavey au chant. Le 17 avril 2015, le groupe annonce son intention de se séparer à la fin 2015. Une tournée d'adieu s'effectue peu après  en Europe.

## Membres

### Derniers membres
- Adam Gray – batterie (2007–2015)[9]
- Ben Witkowski – basse (2007–2015)[9]
- Chris Davis – guitare rythmique (2010–2014), guitare solo (2014–2015)[9]
- J.T. Cavey – chant (2014–2015)[9]
- Cameron Welsh – guitare rythmique (2014–2015)[9]

### Anciens membres
- Logan Maurer – guitare rythmique (2007–2010)
- Alex Good – chant (2007–2014)
- Christian Royer – guitare solo (2007–2014)

### Membres de tournée
- Alex Mola – chant (2013)
- Kyle Ahern – guitare solo (2013)

## Discographie

### Albums studio
- 2009 : I Am
- 2011 : One Reality
- 2012 : Texas in July[10]
- 2014 : Bloodwork

### EP
- 2008 : Salt of the Earth

### Compilations
- 2013 : Reflections

### Singles
- 2009 : Hook, Line and Sinner
- 2011 : Uncivilized
- 2011 : 1000 Lies
- 2012 : Bed of Nails
- 2014 : Broken Soul